# Pannonia szálló (Budapest)

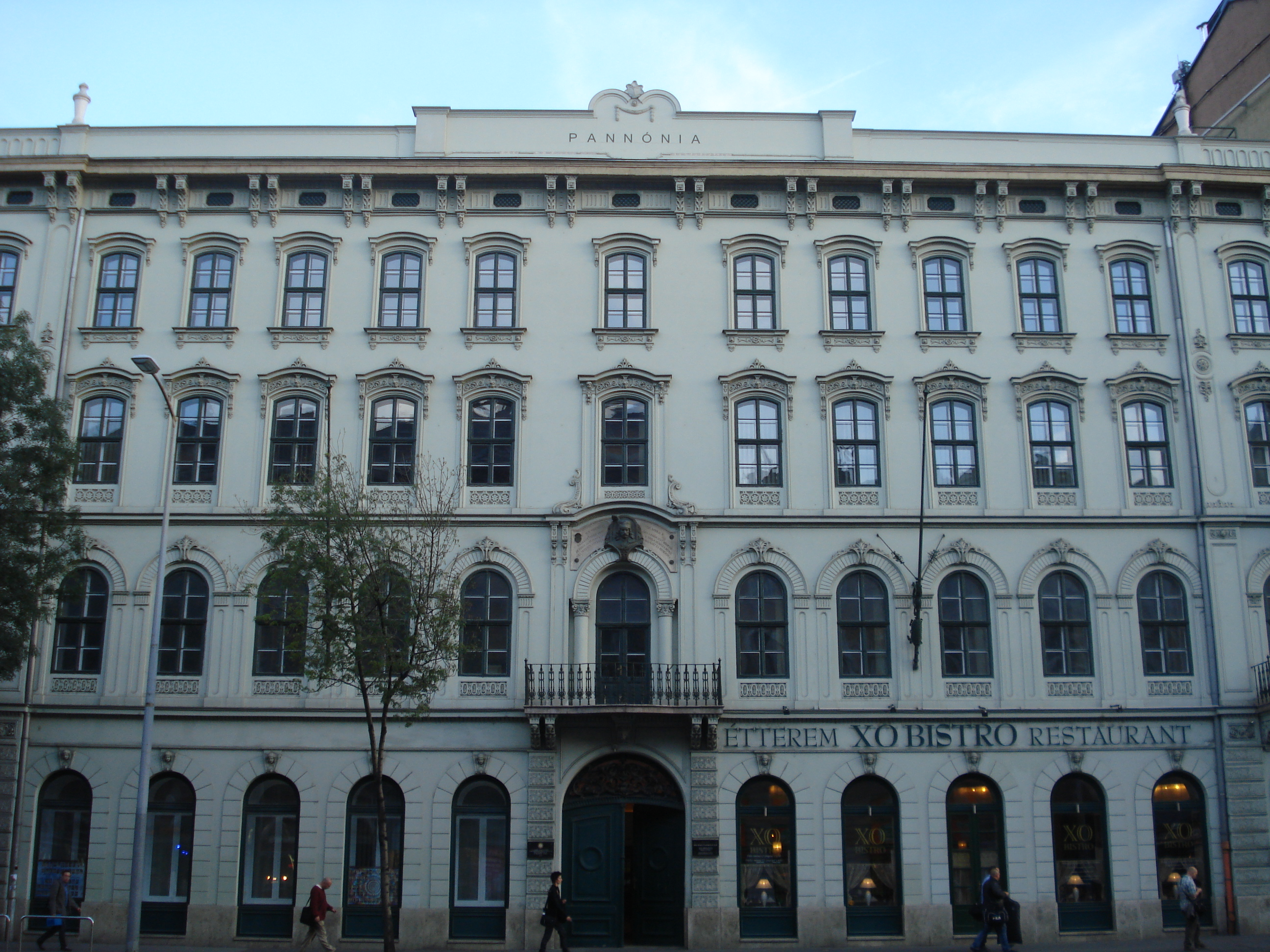
Pannónia Szálló

A Pannonia szálló az 1940-es évekig működő neves szálloda volt Budapest VIII. kerületében, az Astoria szálló szomszédságában, a Rákóczi út 5-7. szám alatt.

## Története
Ugyanezen a helyen a 18. században a földszintes Arany Griff fogadó állt. Ez 1865-ben leégett. A helyére 1867-ben Westermayer József számára lakóház épült, amelyet Pán József tervezett 1867-ben Westermayer József számára, Pán József tervei szerint barokkos romantikus stílusban 72 szobás hotel épült, amelyhez egy háromemeletes körfolyosós lakházi egység is tartozott. A komplexumban volt istálló is, egy nívós kávéház és 1868-tól egy nyári mulató is. Az utcafronti földszinten üzletek és raktárak voltak, a belső udvarban kocsiszín és kocsmaudvar. A szórakoztató egységeket a Magyar Királyi Szállodából telepítették át Steingassner János megbízásából, Wieser Gyula építész tervei alapján.
1868-ban Langheinrich András (1819–1884) híres vendéglátós szerezte meg a szállót.
1884-ben, a tulajdonos halálakor a Glück család szerezte meg a házat. A telek Langheinrich lánytestvéréé, Anna Rozináé (1826–1912) lett, aki a szintén vendéglős Glück Károly (meghalt 1876-ban) özvegye volt, a szálloda pedig a vendéglős fia, Glück Frigyes lovag (1858–1931) birtokába került. (Frigyes virilista volt, kormányfőtanácsos, az Ipartársulat elnöke és a budapesti vendéglős iskola egyik megalapítója. Az ő javaslatára épült meg a jánoshegyi Erzsébet-kilátó és sok egyéb Budapesten.)
Glück Frigyes 1892-ben Schubert Ignác építőmesterrel korszerűsíttette az épületet, majd 1927-ben újabb jelentős munkákat végeztetett rajta. A vendégszobák száma 115-re nőtt. Az udvart nyitható üvegtetővel fedték be, és így hatalmas, 300 négyzetméteres télikert jött létre, amit étteremnek használtak. Ettől balra és jobbra angol stílusú társalgók készültek, ahonnan át lehetett menni a kávéházba, a játékszobákba, a könyvtárba és az olvasótermekbe.
A Pannóniában Radics Béla cigányzenekara zenélt.
Ez volt az első budapesti szálloda, ahova villanyvilágítást, a kávéházba és étterembe pedig központi gőzfűtést vezettek be. A Hungária Szálló után itt volt először lift, a vendégeknek fodrász, manikűr, pedikűr.